# Lara Casas
Lara Agustina Casas (Buenos Aires, 22 de junho de 2004) é uma jogadora de hóquei sobre a grama argentina, que atua na posição de atacante.

## Carreira
Lara Casas fez sua estreia internacional no nível sub-21, fazendo sua primeira aparição em 2023. Ela estreou pela seleção argentina sub-21 no Campeonato Pan-Americano Júnior de 2023 em Saint Michael, ganhando uma medalha de prata. Mais tarde no ano, Casas foi convocada para a seleção nacional júnior novamente para a Copa do Mundo Júnior da FIH em Santiago, ganhando outra medalha de prata.
Em 2024, Casas foi selecionada para o time Las Leonas pela primeira vez. Ela fez sua estreia internacional sênior durante uma etapa em casa da quinta temporada da FIH Pro League em Santiago del Estero. Desde então, ela foi nomeada para o time para a etapa europeia da liga.
Nos Jogos Olímpicos de Verão de 2024, em Paris, conquistou a medalha de bronze no torneio feminino do hóquei sobre a grama, após vencer confronto contra a equipe belga por pênaltis.